# Cafè de l'Aliança (Anglès)
Cafè de l'Aliança és una obra del municipi d'Anglès inclosa en l'Inventari del Patrimoni Arquitectònic de Catalunya.

## Descripció
Edifici rectangular de dues plantes, tres crugies i coberta a quatre vessants que fa cantonada amb el carrer Canigó i el carrer Comerç. Consta de tres façanes visibles, l'entrada principal, el lateral i l'entrada posterior.
La planta baixa de la façana principal té dues finestres als costats i una porta al centre, totes amb forma d'arc carpanell. La porta té una decoració de ferro forjat a la part superior. La façana del carrer Comerç té un sòcol de pedra vista i tres finestres d'arc carpanell, similars als de la façana principal. La façana posterior té una terrassa amb una escala d'accés, dues finestres, també d'arc carpanell, però amb vidres de colors no transparents, i una porta, també amb decoració de ferro forjat. La terrassa està coberta amb una estructura metàl·lica i tendalls per fer ombra i tancar un xic la terrassa.
El primer pis de la façana principal conté dues finestres rectangulars fetes d'obra amb ampits motllurats i poc emergents i un balcó amb barana de ferro forjat, de base monolítica i decoració forjada de cargols i ondulacions, en la tercera de les finestres. A la façana lateral existeixen tres finestres i a la façana posterior hi ha una terrassa o balconada correguda i tres obertures fet d'obra i estructura de ferro.

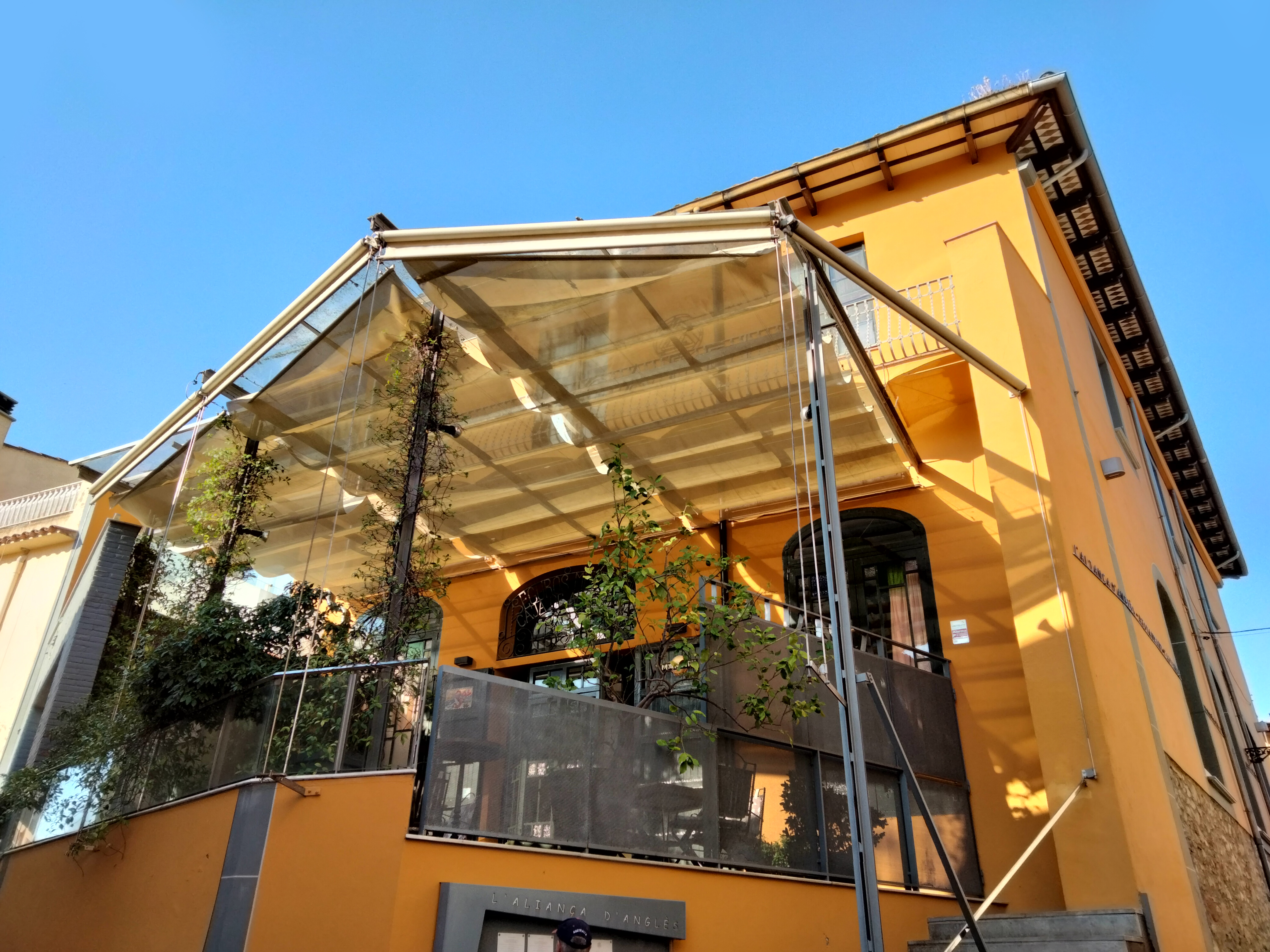
Façana posterior, a l'angle dels carrers del Canigó i del Comerç

El ràfec emergeix mig metre suportat per un seguit de mènsules o caps de biga (13 per la façana principal, 17 a la lateral i 10 a la posterior). Està decorat amb una doble filera de rajoles bicolor blanques i marrons. Aquest tipus de decoració dels ràfecs és comuna a diverses cases del carrer Comerç i algunes del nucli antic d'Anglès. Finalment, cada façana conté dues canaleres de llautó.

## Història
El cafè l'Aliança era el local social de la societat mútua de crèdit i assegurances agrícoles de bestiar "La Alianza Agrícola", que es va convertir en un dels punts de reunió dels ramaders de la vila d'Anglès i d'algunes poblacions veïnes. Posteriorment, després de la Guerra Civil, quan va desaparèixer el sindicat de pagesos d'Anglès, la societat "Alianza Agrícola" va englobar els dos sectors de la pagesia local: els conreadors de la terra i els ramaders.
Aquest espaiós local, avui convertit en un restaurant de gran anomenada, fou inaugurat l'any 1919.
La porta d'accés principal porta la inscripció següent feta en ferro forjat i en forma d'arcada: SINDICATO / ALIANZA AGRICOLA / AÑO 1919
La porta d'accés posterior porta la inscripció, similar a l'anterior: SEGUROS MUTUOS / CAJA DE AHORROS
Actualment, i sobretot des de 1998-2001, el Restaurant l'Aliança és reconegut àmpliament i ha estat dotat de diversos premis, recomanacions i condecoracions.